# 饒勒斯站
饒勒斯站（法語：Jaurès）是巴黎地鐵的一個車站，是巴黎地鐵2號線、5號線和7號線支線的交會車站，位於巴黎10區和巴黎19區的交界處。饒勒斯站開業於1903年2月23日。

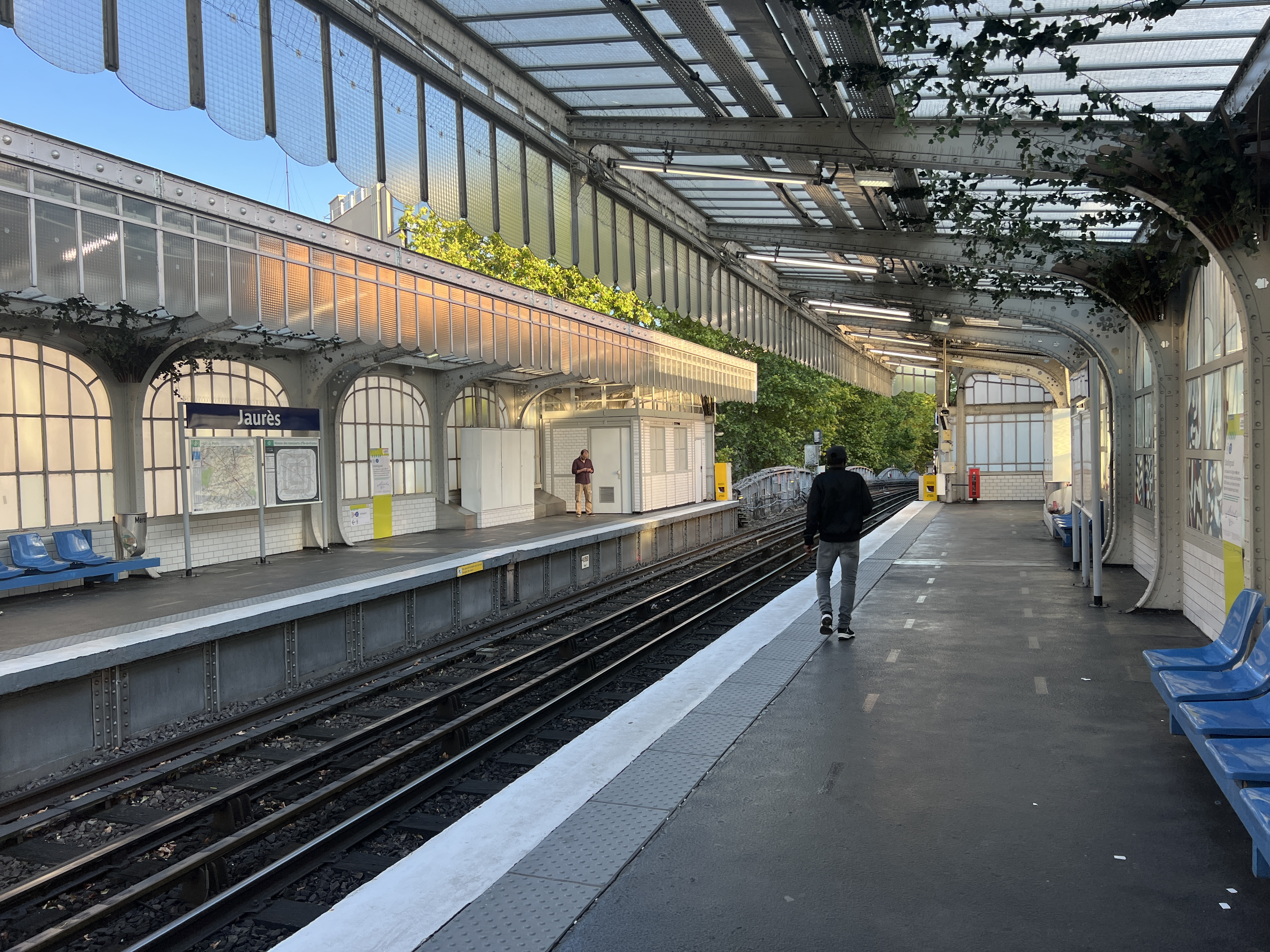
2號線月台 (2022年7月)

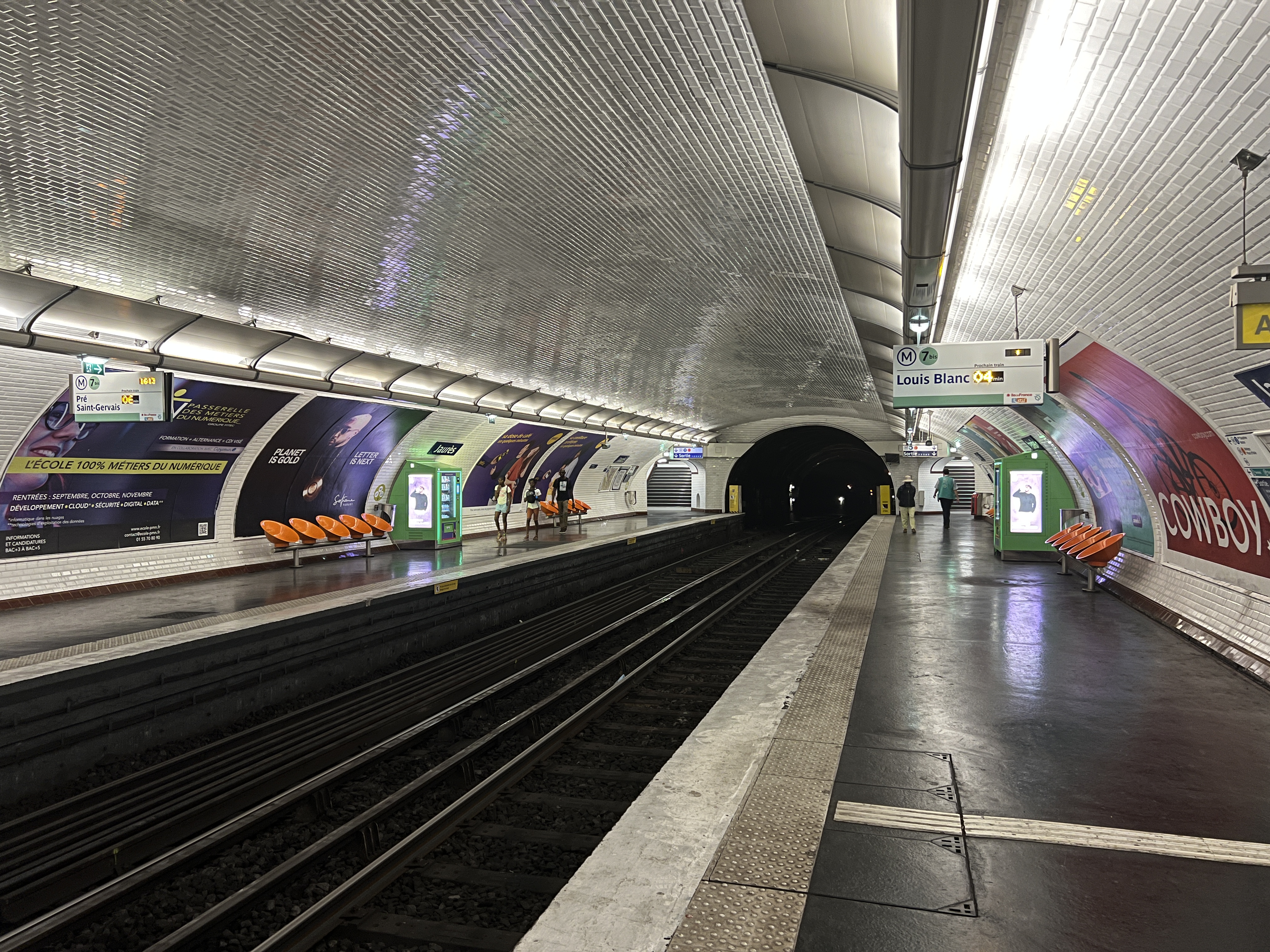
7號支線月台 (2022年6月)

## 車站結構
| 2號線月台     | 側式月台，右側開門 | 側式月台，右側開門               |
| 2號線月台     | 西行               | 往王妃門（史達林格勒）           |
| 2號線月台     | 東行               | 往民族廣場（法比安上校）         |
| 2號線月台     | 側式月台，右側開門 |                                  |
| 1F            | 2號線夾層          |                                  |
| 街道          |                    |                                  |
| B1            | 月台連接夾層       |                                  |
| 5號線月台     | 側式月台，右側開門 | 側式月台，右側開門               |
| 5號線月台     | 南行               | 往意大利廣場（史達林格勒）       |
| 5號線月台     | 北行               | 往博比尼-巴勃羅·畢卡索（羅米耶） |
| 5號線月台     | 側式月台，右側開門 |                                  |
| 7號線支線月台 | 側式月台，右側開門 | 側式月台，右側開門               |
| 7號線支線月台 | 內環               | 往路易·布朗克（總站）            |
| 7號線支線月台 | 外環               | 往佩聖熱爾維（玻利瓦爾）         |
| 7號線支線月台 | 側式月台，右側開門 |                                  |